# أحمد السعيد
أحمد محمد السعيد (مواليد 31 أكتوبر 2003) لاعب كرة قدم قطري يجيد اللعب في خط الهجوم مع نادي السد في دوري نجوم قطر.